# نمذجة إلكتروميكانيكية
تهدف النمذجة الإلكتروميكانيكية إلى إنشاء نماذج محاكاة للأنظمة الإلكتروميكانيكية من أجل دراسة خصائصها المادية قبل الشروع في تصميم النظام الفعلي.